# Música d'Angola
La música d'Angola ha estat plasmada tant per tendències musicals més àmplies com per la història política del paísmentre que la música angolesa també ha influït en la música dels altres països lusòfons. Al seu torn, la música d'Angola va ser fonamental per crear i reforçar l'angolanitat, la identitat nacional angolesa.
La capital i la ciutat més gran d'Angola, Luanda, alberga un grup divers d'estils que inclouen el merengue, kilapanda, zouk, semba, kizomba i kuduro. A la vora de la costa de Luanda hi ha Ilha do Cabo, on hi ha un acordió i una harmònica que són la base de la música anomenada rebita.
Al segle xx, Angola es va veure atrapada per la violència i la inestabilitat política. Els seus músics van ser oprimits per les forces del govern, tant durant el període de la colonització portuguesa com després de la Guerra Civil angolesa.

## Música folklòrica

### Semba

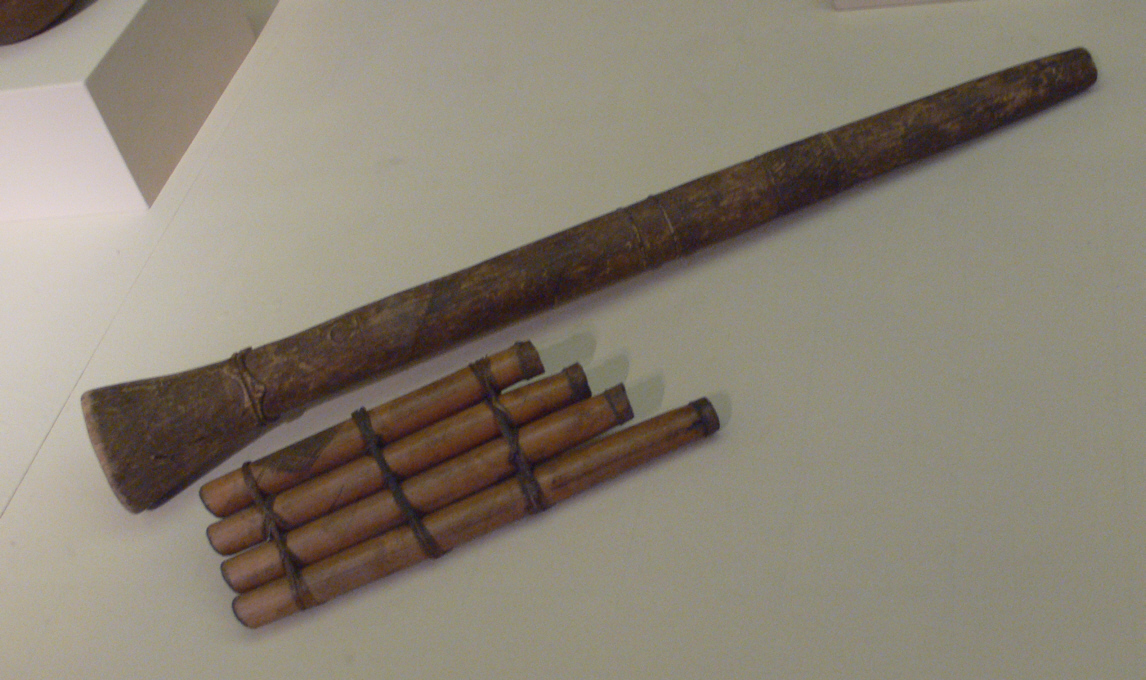
Una trompeta tradicional angolesa i flauta de Pan.

Pertany a la mateixa família que la samba brasilera, però de gènere diferent, és el predecessor d'una varietat d'estils musicals originats a Àfrica. Tres dels més famosos d'ells són la pròpia samba en si (que va ser creat pels esclaus angolesos al Brasil), kizomba i kuduro.
El Semba sol ser considerat un conte de precaució o història sobre la vida quotidiana i els esdeveniments i activitats socials, generalment cantades en una retòrica enginyosa. A través de la música semba, l'artista pot transmetre un ampli espectre d'emocions. Aquesta característica ha fet que el semba sigui el principal estil musical per a una àmplia varietat de trobades socials angoleses. La seva versatilitat es fa evident en la seva presència inevitable als funerals i, d'altra banda, moltes festes angoleses.
El semba és molt viu i popular actualment a Angola des de la independència del país del sistema colonial portuguès l'11 de novembre de 1975. Cada any sorgeixen a Angola diversos artistes de semba nous, que rendeixen homenatge als veterans mestres semba, molts dels quals encara estan en actiu. Altres estils relacionats amb el semba són la rebita, que està inspirada en les line dances europees, així com kazukuta i kabetula, que són principalment música de carnaval.
El cantant angolès Barceló de Carvalho, popularment conegut com a Bonga, és sens dubte l'artista angolès més conegut per popularitzar la música semba internacionalment; generalment es classifica com a World music.

## Música popular

### Temps colonials
En comparació amb molts dels seus veïns a l'Àfrica Meridional, així com a altres colònies portugueses (especialment Cap Verd), la música popular d'Angola ha tingut poc èxit internacional.
A la dècada de 1800 els músics angolesos de les ciutats van experimentar estils populars a tot el món, inclosos valses i balades. Amb la primera meitat del segle xx van aparèixer grans bandes, que van cantar tant en portuguès com en kimbundu.
El primer grup que es va conèixer fora d'Angola va ser el Duo Ouro Negro, crea en 1956. Després d'un èxit a Portugal, el duo va recórrer Suïssa, França, Finlàndia, Suècia, Dinamarca i Espanya. Després d'això van venir el grup-orquestra Jovens do Prenda, que eren els més populars des de finals de la dècada de 1960 fins a principis de la dècada de 1970 i que han continuat actuant i gravant de manera esporàdica. La gran banda inclou dues trompetes, un saxofon, quatre guitarres i una mitja dotzena d'instruments de percussió. Van tocar kizomba (un estil natiu basat en la marimba, usant les quatre guitarres per aproximar el so de la marimba, i quilapanga.
Tanmateix, el guitarrista acústic Carlos Vieira Dias és el pare de la música popular angolesa moderna. Va introduir els conjunts de dikanza (güiro, ngomas tambors conga) i violes), que es van fer populars a la dècada de 1950 a les àrees urbanes, on als oients els agradaven els missatges polititzats i els primers missatges nacionalistes. Dias va ser empresonat pels portuguesos durant molts anys.
En els anys just abans de la guerra civil, l'escena de la música rock de Luanda va brillar. Un membre d'una banda important va dir que estar en una banda era com estar en un equip de futbol de primera; quan la seva banda va entrar a un club, tots els seus partidaris escridassaven (i els seguidors de bandes rivals xiulaven).
Dos altres músics destacats de l'era pre-independència foren David Zé i Urbano de Castro, tots dos assassinats a conseqüència del seu activisme polític.
A començaments de la dècada del 1970 Bonga es va convertir en el més conegut músic angolès fora del país. Va començar a tocar a principis de la dècada de 1960 quan la música tradicional angolesa estava popularitzant-se. Com a membre de Kissueia, va abordar problemes socials mentre es convertia en estrella de futbol. Va ser traslladat a Lisboa pel govern colonial, i va jugar a futbol fins a l'any 1972, quan va marxar per protestar contra la Guerra Colonial Portuguesa a Angola. Es va establir a Rotterdam, on es va associar estretament amb la comunitat capverdiana. Mona Ki Ngi Xica (1972) de Bonga li va valer una ordre de detenció i va començar a viatjar entre Alemanya, França i Bèlgica fins que Angola va obtenir la independència el 1975.

### Postindependència
Després de la independència va arribar la Guerra Civil angolesa. Molts músics populars van ser assassinats, i alguns dels que es van salvar van abandonar el país.
A la dècada de 1980, la música popular angolesa va estar profundament influenciada per la música de Cuba, especialment en l'obra d'André Mingas i el seu germà Rui Mingas. La rumba cubana va ser popular i influent a l'Àfrica meridional, fins i tot al veí Zaire (ara República Democràtica del Congo), on es va convertir en la base de soukous. A més de la difusió de la música cubana gravada, la presència de tropes cubanes aliades del moviment marxista MPLA va ajudar a popularitzar els ritmes cubans.
Dues de les cançons més conegudes d'Angola són Humbi Hummbi, escrita per Filipe Mukenga, i Mushima, d'origen desconegut. La música és de gran importància en l'estil de vida angolès i no és estrany trobar interpretacions a cappella de les cançons més populars d'Angola i Brasil. Les lletres d'aquestes cançons es canten en portuguès, que la majoria dels angolesos parlen com a primera o segona llengua, juntament amb les llengües bantus.
Alguns altres músics populars angolewos són Teta Lando, Carlos Lamartine, Kituxi, Waldemar Bastos, Afra Sound Star i Sam Mangwana, que era d'ascendència congolesa-angolesa.

#### Kuduro
Durant un temps un moviment musical nou més electrònic, anomenat kuduro, ha florit a Angola. Combina les tradicions angoleses kilapanga, semba i soca amb les occidentals house i techno. El principal defensor de Kuduro és el grup internacional Buraka Som Sistema, encara que hi ha una gran quantitat d'artistes que treballen en l'escena nacional i un nombre creixent de productors.

#### Kizomba
El gènere més popular d'avui és el kizomba. El kizomba és usat per un gran nombre d'artistes que canten tant en anglès com en portuguès. El major productor al camp de kizomba és Nelo Paím que treballa conjuntament amb Afonso Quintas i LS Productions. Eduardo Paím, germà gran de Nelos, ha publicat 10 àlbums i va aparèixer en concerts de tot el món.